# Шхеры

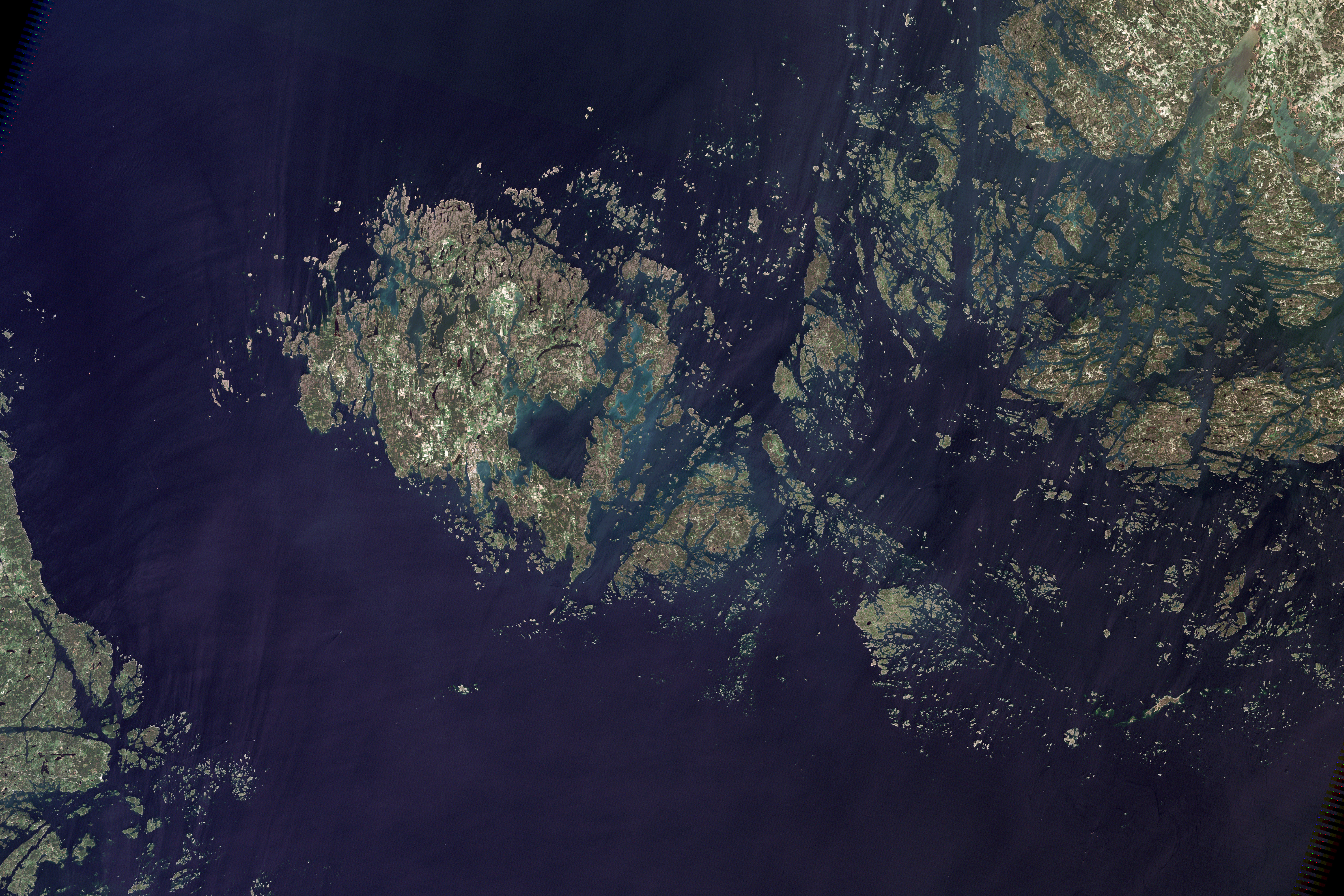
Вид из космоса на шхеры в Архипелаговом море

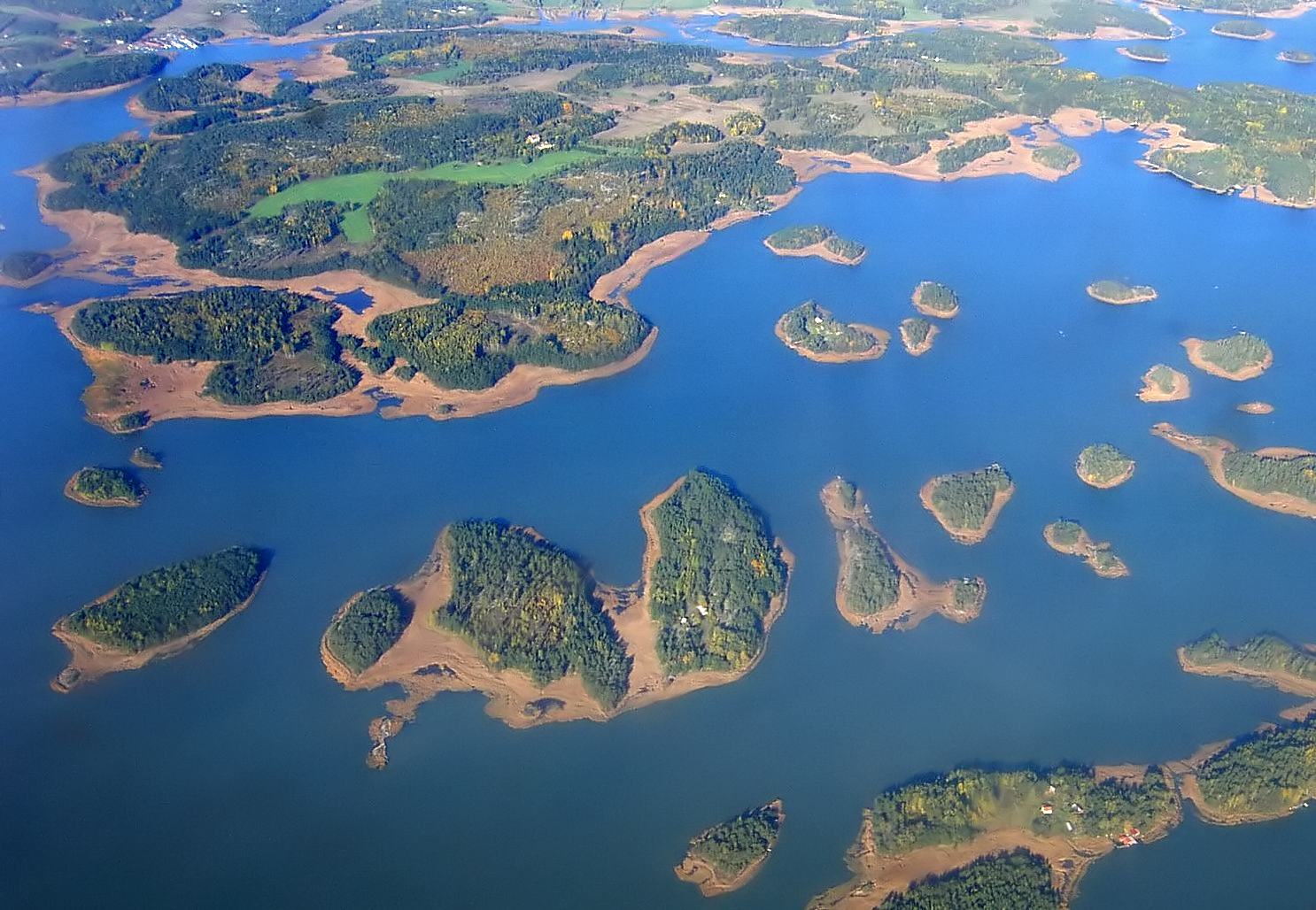
Шхеры возле города Наантали

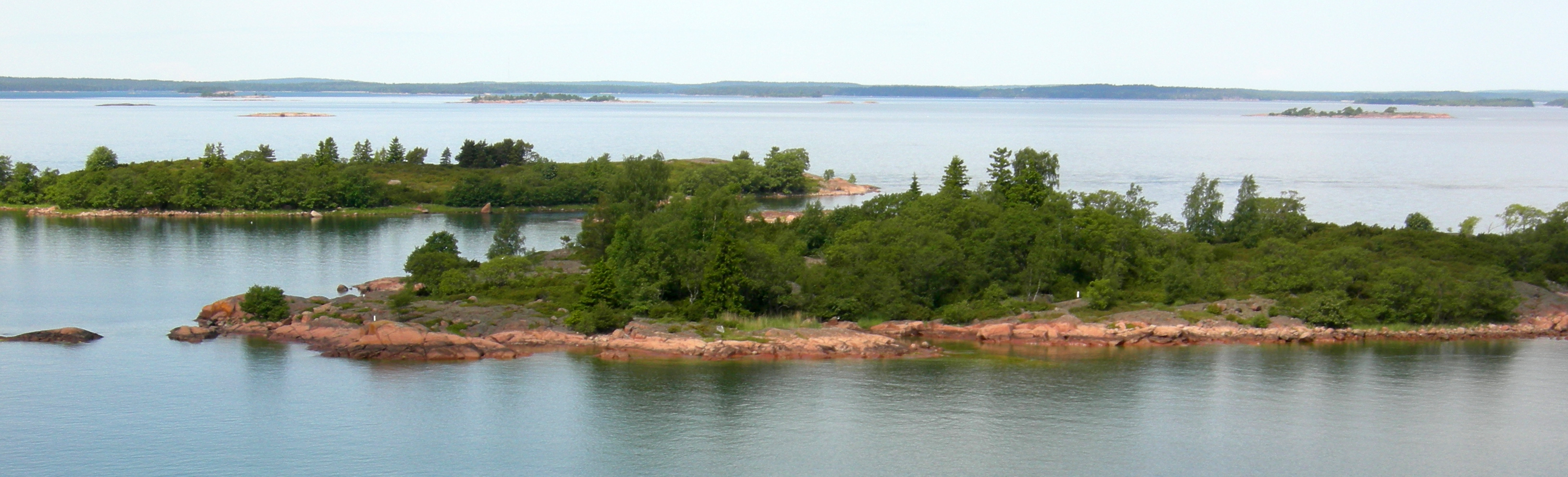
Аландские острова

Шхе́ры (швед. skär, др.-сканд. sker — утёс, скала в море) — архипелаг, состоящий из мелких скалистых островов, разделённых узкими проливами и покрывающих значительную часть прибрежной морской полосы, окаймляя берега шхерного и фьордового типа. Каждый из таких островков в отдельности называется «шхе́ра».

## Происхождение шхер
Шхеры возникли в результате ледниковой эрозии части материка, которая в итоге была затоплена морем так, что над поверхностью остались выступать только самые высокие участки суши в виде островов, островков или даже отдельных скал.

## Местоположение шхерных районов
Шхеры, как правило, разделены узкими проливами и заливами вблизи сложно расчленённых берегов морей и озёр в области древнего материкового оледенения. В Северном Ледовитом океане они встречаются у побережья Кольского полуострова (Россия), Норвегии, Исландии, Гренландии и Канады, в Балтийском море — у побережья Финляндии и Швеции. В Карском море у побережья Таймыра лежат Шхеры Минина, являющиеся частью Большого Арктического заповедника. В России наиболее известны Ладожские шхеры, обладающие высокой туристической привлекательностью из-за своей живописности. В Северной Америке известны шхеры Тысячи островов, расположенные у оконечности озера Онтарио на реке Святого Лаврентия, на границе США и Канады.
Шхера ATOW1996 у северного побережья Гренландии считается самым северным документально подтверждённым участком суши на планете.

## Особенности кораблевождения в шхерах
Шхеры, как правило, пригодны для прохождения кораблей, однако судоходство в них сопряжено с многими опасностями. Районы финских и Або-Оландских шхер считаются самыми трудными акваториями в мире.
Проливы в шхерах, как правило, имеют достаточную глубину для прохождения любого корабля, однако любой неправильный курс может привести к столкновению с одним из многочисленных островков. Шхерные фарватеры узки, сложны и извилисты.
При создании Балтийского флота во время Северной войны для действий в шхерах строились десятки гребных судов. Во время Первой мировой войны русские корабли выходили в Балтику финскими шхерами, минуя немецкие засады на открытой воде. Во время Советско-финской войны финны перевели своё судоходство в шхеры и, тем самым, минимизировали урон со стороны советского флота.